# Biro-Biro
Antônio José da Silva Filho, mais conhecido como Biro-Biro (Olinda, 18 de maio de 1959), é um ex-futebolista brasileiro que atuava como volante. É considerado um dos maiores ídolos da história do Corinthians e do Clube do Remo.

## Carreira
Iniciou sua carreira no Sport, onde conquistou o Campeonato Pernambucano em 1977, e ficou nacionalmente conhecido em 1978, ano de sua contratação pelo Corinthians, principalmente, pela declaração do Presidente Vicente Matheus, que disse na imprensa que teria contratado um tal de Lero-Lero. Com as características de  muita aplicação tática em campo e grande preparo físico, conquistou a torcida corintiana, adquirindo muito carisma. Disciplinado dentro e fora de campo, exercia certa liderança na equipe, tanto que participou da Democracia Corinthiana, movimento político iniciado no começo da década de 80 pelos jogadores do clube, ao lado de Sócrates, Casagrande e Wladimir. Foi campeão paulista em 1979, 1982, 1983 e 1988. Na final do Campeonato Paulista de 1982, fez dois gols na vitória de 3 a 1 contra o São Paulo, contribuindo na conquista do título.
Após jogar foi treinador, carreira na qual comandou Grêmio Mauaense, Barra do Garças, Francana e Guarujá.

## Títulos
Sport
- Campeonato Pernambucano: 1977

Corinthians
- Campeonato Paulista: 1979, 1982, 1983 e 1988[7]

- Taça Governador do Estado de São Paulo: 1977 e 1984
- Copa Feira Internacional de Hidalgo: 1981 (México)
- Taça Cidade de Porto Alegre: 1983
- Copa dos Campeões: 1984
- Torneio Internacional de Verão: 1985
- Copa das Nações: 1985 (EUA)

Remo
- Campeonato Paraense: 1993, 1994

## Política
Elegeu-se vereador em São Paulo para o quadriênio 1989—1992, pelo PDS, quando foi membro da Assembleia Constituinte Municipal que promulgou a Lei Orgânica do Município de São Paulo.
Em 2006 candidatou-se a deputado federal pelo PSC, mas não foi eleito assim como em 2000, como candidato a vereador de Mongaguá e em 2004, como candidato a vereador de São Paulo.
Atualmente ele é assessor parlamentar de um deputado na Assembleia Legislativa de São Paulo.
| “ | Não vou ser mais candidato. Chega. Prefiro continuar como assessor parlamentar. Deixo os outros postos públicos para quem gosta e leva isso no sangue. Para mim, bastou a passagem como vereador. Apesar de eu estar jogando na época e não ter conseguido conciliar as duas coisas, foi algo válido - disse Biro-Biro. | ” |

## Comerciais

### Coca-Cola
Em abril de 2008 a Coca-Cola anunciou a campanha Quem Foi o Melhor?, pela qual os consumidores do refrigerante supostamente fariam a escolha entre Maradona ou Biro-Biro. A votação se dava por meio de tampinhas de garrafas de Coca-Cola em urnas espalhadas em pontos comerciais. O resultado, anunciado ao final da campanha, deu "vitória" de Biro-Biro, por um voto de diferença.

## Curiosidades
- Fez 590 partidas pelo Corinthians. Número esse que o coloca como o sexto jogador que mais vezes defendeu o clube.[1][6]
- É o volante que mais vezes marcou pelo Corinthians, com 75 gols.[1][6]
- No mesmo ano de sua conquista do Campeonato Paulista, 1988, ele foi eleito vereador de São Paulo com expressiva votação da Fiel torcida.[6]
- Com a popularidade que tinha dentro e fora de campo, recebeu 80 mil votos para o Senado em um protesto contra o regime militar.[8]
- Biro-Biro era uma das bases da chamada “Democracia Corintiana”.[8]
- Mesmo mostrando disciplina e habilidade dentro de campo, nunca foi convocado para a Seleção Brasileira.
- O Arroz Biro-Biro é acompanhamento encontrado em muitos cardápios de restaurantes brasileiros, especialmente em churrascarias.[13]